# Església de Santa Maria de Jazente
L'Església de Santa Maria de Jazente és una església romànica situada a Jazente, al municipi d'Amarante, a Portugal. El 1977 fou classificada com a Immoble d'Interés públic i està integrada en la Ruta del romànic.(1)